# بازی‌های فکری ریمن
بازی های فکری(مغزی)ریمن و ریمن جونیور نیز شناخته می شود ، یک بازی ویدیویی آموزشی است که توسط یوبی سافت منتشر و توسعه یافته است. این یک ورودی در سریال ریمن است و شخصیت یک جور تیتراژ را بازی می کند .
در اصل با عنوان "بازی های یادگیری شگفت انگیز با ریمن" در سال ۱۹۹۶ و "مرکز آموزش ریمن" در سال ۱۹۹۹ منتشر شد. 

## گیم پلی
بازی های فکری در سری ریمن است و از شخصیت اصلی ریمن استفاده می کند . از دیگر شخصیت های برجسته این بازی می توان به پری بتیلا ، شعبده باز بدون نام و شخصیت شرور «آقای تاریک(MR.DARK)» اشاره کرد.   داستان شامل بازیابی کتاب دانش جادویی ریمن است که توسط آقای دارک به سرقت رفته است. 
این بازی دارای تمریناتی در زمینه آوایی و ریاضیات با سه حالت دشواری برای هر یک است.  هر تمرین به عنوان یک چنگال در جاده ارائه می شود. یک صداشناسی(تلفظ کلمات) یا ریاضی مطرح خواهد شد ، و بازیکن باید در مسیری که با پاسخ صحیح مشخص شده است حرکت کند. سفر در مسیری نادرست منجر به مرگ ریمن می شود.
چالش های غیررسمی بستر های نرم‌افزاری ، از جمله گودال های بی انتها ، دشمنان و سنبله ها ، فاصله بین سوالات آموزشی را پر می کند.